# Grafico di una funzione

Rappresentazione visiva del grafico di una funzione cubica su :

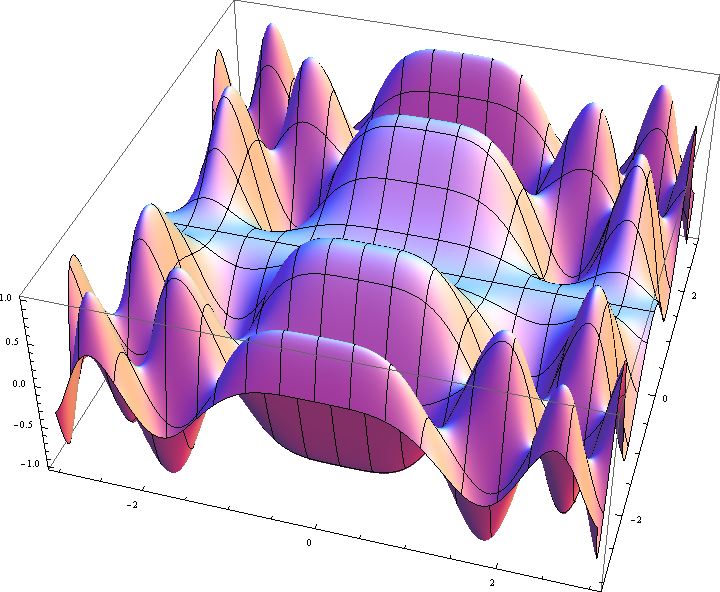
Rappresentazione visiva del grafico di:

In matematica, il grafico di una funzione è l'insieme delle coppie ordinate costituite dagli elementi del dominio e dalle rispettive immagini.

## Definizione
Data una funzione {\displaystyle f\colon X\to Y}, si definisce grafico di {\displaystyle f} il sottoinsieme del prodotto cartesiano {\displaystyle X\times Y} (cioè una relazione tra gli insiemi {\displaystyle X} e {\displaystyle Y}) dato da:
{\displaystyle G(f):={\big \{}(x,y)\,:\,x\in X,\,y=f(x){\big \}}.}

## Grafici di funzioni reali
Nel caso di una funzione reale di una sola variabile reale {\displaystyle f\colon E\subset \mathbb {R} \to \mathbb {R} }, il grafico {\displaystyle G(f)} è il sottoinsieme di {\displaystyle \mathbb {R} ^{2}} definito da
{\displaystyle G(f):=\{(x,y)\in \mathbb {R} ^{2}:y=f(x)\}}.
e la cui rappresentazione, essendo bidimensionale, associa ad ogni punto di {\displaystyle G(f)} una coppia ordinata {\displaystyle (x,y)}. Nello specifico caso delle funzioni continue su un intervallo, il grafico della funzione può essere visto come una curva in {\displaystyle \mathbb {R} ^{2}} e tale la curva è inoltre liscia sugli intervalli in cui la funzione è regolare (ossia differenziabile).
Nel caso invece di una funzione reale di due variabili reali {\displaystyle f\colon \Omega \subset \mathbb {R} ^{2}\to \mathbb {R} }, il grafico della funzione è il sottoinsieme di {\displaystyle \mathbb {R} ^{3}} definito da
{\displaystyle G:=\{(x,y,z)\in \mathbb {R} ^{3}:z=f(x,y)\}}
e la cui rappresentazione, essendo tridimensionale, associa ad ogni punto del piano incluso nel suo insieme di definizione, un'ordinata {\displaystyle z=f(x,y)} nello spazio.
Un metodo alternativo per rappresentare il grafico di una funzione di due variabili consiste nel ricorrere al metodo delle curve di livello. In tal caso, le curve di livello della funzione {\displaystyle z=f(x,y)} sono date dall'insieme:
{\displaystyle C:=\{(x,y)\in \mathbb {R} :f(x,y)=k\}}
con {\displaystyle k\in \mathbb {R} }. La rappresentazione {\displaystyle C} è quindi una famiglia di curve tale per cui ogni curva rappresenta un'altezza diversa del grafico. In pratica, le curve sono ottenute dall'intersezione del grafico {\displaystyle z=f(x,y)} con i vari piani {\displaystyle z=k}.
Nel caso più generale di una funzione reale di {\displaystyle n} variabili reali {\displaystyle f\colon \Omega \subset \mathbb {R} ^{n}\to \mathbb {R} }, il grafico della funzione è il sottoinsieme di {\displaystyle \mathbb {R} ^{n+1}} definito da
{\displaystyle G:=\{(x_{1},x_{2},\dots ,x_{n},z)\in \mathbb {R} ^{n+1}:z=f(x_{1},x_{2},\dots ,x_{n})\}}
In questo caso, essendo una rappresentazione {\displaystyle (n+1)}-dimensionale risulta particolarmente difficile da realizzare in modo pratico.
Come si può dedurre dalla definizione e dagli esempi riportati, data una funzione reale di {\displaystyle n} variabili reali serve uno spazio ad {\displaystyle n+1} dimensioni per poter rappresentare la funzione stessa.

## Grafici di funzioni complesse
Per quanto riguarda invece le funzioni di variabile complessa le cose si complicano ulteriormente. Ad esempio, per una funzione {\displaystyle f\colon \Omega \subset \mathbb {C} \to \mathbb {C} }, poiché {\displaystyle \mathbb {C} } è isomorfo a {\displaystyle \mathbb {R} ^{2}}, serve uno spazio di {\displaystyle \mathbb {R} ^{4}} per poter rappresentare tale funzione. Più in generale, per una funzione di {\displaystyle n} variabili complesse, serve un equivalente spazio di {\displaystyle \mathbb {R} ^{4n}} per poter rappresentarne il grafico.

## Il teorema del grafico chiuso
Si supponga che {\displaystyle X} e {\displaystyle Y} siano spazi di Banach, e che {\displaystyle T:X\to Y} sia un operatore lineare. Il teorema del grafico chiuso afferma che {\displaystyle T} è continuo (e dunque limitato) se e solo se il suo grafico è chiuso nello spazio {\displaystyle X\times Y} dotato della topologia prodotto.
La restrizione sul dominio è necessaria a causa dell'esistenza di operatori lineari chiusi illimitati, che non sono necessariamente continui.